# Pinheiros
Pinheiros là một đô thị thuộc bang Espírito Santo, Brasil. Đô thị này có diện tích 975,056 km², dân số năm 2007 là 22097 người, mật độ 22,66 người/km².